# Victor-Émile Michelet
Victor-Emile Michelet est un poète ésotérique et dramaturge français né à Nantes le 1er décembre 1861 et mort à Paris 6e le 12 janvier 1938.

## Biographie
Fils d'un receveur des douanes à Pornic, il est élève au lycée de Nantes et le compagnon dans sa jeunesse du théosophe Stanislas de Guaïta, et le disciple fervent d'Édouard Schuré. Il obtient sa licence en droit.
Il participe à la création avec Papus de l'Ordre Martiniste en 1890, et dirige à Paris la loge Velleda, consacrée à l'étude du symbolisme.
Bien que participant à la vie littéraire parisienne dès ses 20 ans, il ne publie son premier recueil de poèmes, La Porte d'or, qu'à 41 ans.
Il fait un moment partie de la coopérative d'artistes de L'Encrier, 29 quai d'Anjou, dans l'île Saint-Louis, et y imprime de ses mains sur la presse-à-bras de L'Encrier, avec l'aide de Roger Dévigne, son poème Le Tombeau d'Hélène, en janvier 1924. Il habite alors 26 rue Monsieur-le-Prince (Paris 6e).
Il participe en 1926 à la création de la Société des études atlantéennes, initiée par Roger Dévigne (qui en est le président) avec Paul Le Cour (qui en est le secrétaire général), et fait partie de son conseil d'administration. Il participe alors à des conférences en Sorbonne sur le thème de l'Atlantide. Puis lors de la scission entre Paul le Cour et Roger Dévigne en 1927, il suit Paul Le Cour.
Il devient président de la Société des poètes français en 1910, puis membre de la Maison de Poésie en 1932.

## Œuvres
- De l'ésotérisme dans l'art, Paris, Librairie du Merveilleux, 1890, 29 p.
- Holwennhioul, Paris, L'Humanité Nouvelle, 1899, 16 p.
- Contes surhumains, Paris, Chamuel, 1900, 279 p.
- Contes aventureux, Paris, J. Maisonneuve, 1900, 278 p. (Ouvrage couronné par l'Académie).
- La Porte d'or, Ollendorff, 1903, 236 p. Poésie; ouvrage ayant obtenu le prix Sully Prudhomme l'année de sa fondation.
- Florizel et Perdita, Paris, Dubreil, 1904, 92 p. Théâtre ; pièce lyrique en 4 actes, imitée du Conte d'hiver, de Shakespeare ; musique de Alfred Rabuteau.
- Le Pèlerin d'amour, Paris, Odéon, 1904. Théâtre, pièce en un acte en vers.
- L'Espoir merveilleux, Mercure de France, 1908. Poésie.
- L'Amour et la Magie (1908), Chacornac, 1926, 151 p.
- Villiers de l'Isle-Adam, Paris, Librairie hermétique, collection Nos Maîtres, 1910, avec un portrait et un autographe de l'Auteur, 99 p.
- La Possédée, Paris, Figuière, 1914, 68 p. Théâtre.
- Le Tombeau d'Hélène, Paris, L'Encrier, 1924, 12 p. Poésie.
- Le Secret de la chevalerie, Paris, C. Bosse, 1930, 101 p. Rééd. Maisnie Trédaniel 1990 .
- Introduction à la vie ardente, Paris, Messein, 1931, 80 p. Poésie.
- La Descente de Vénus aux enfers, Paris, Messein, 1931; Poésie.
- Promenade aux jardins des esprits et des formes, Bibliothèque de l'Artistocratie, Les Écrivains Indépendants, 1934.
- Les Compagnons de la hiérophanie. Souvenirs du mouvement hermétiste à la fin du XIXe siècle, Dorbon, 1937. Rééd. Repro 2000, 1977, 157 p.

- Étude sur quelques artistes originaux : Maufra, peintre et graveur, librairie Floury.
- L'Après-midi des poètes : la Poésie symboliste, Paris, l’Édition, conférence faite au Salon des Artistes indépendants, avec deux conférences de MM. P. Roinard et Guillaume Apollinaire.
- L'Amour et la Magie, Paris, l’Édition.

### Sources
- Anthologie des Poètes français contemporains, T4, Delagrave, Paris, 1958

### Études sur Michelet
- Émile Faguet, Dix-neuvième siècle : études littéraires (1887), Boivin, 1949.
- Richard E. Knowles, Victor-Émile Michelet, poète ésotérique, préface Gaston Bachelard, Vrin, 1954, XII-308 p.